# Politika dělových člunů
Jako politika dělových člunů se zejména v kontextu 19. a raného 20. století označuje využití přítomnosti zpravidla námořních sil velmocí v nějaké oblasti k prosazení diplomatických cílů vůči jiným zemím. O politice dělových člunů se hovoří například v souvislosti s opiovými válkami, otevřením Japonska a vůbec politikou evropských mocností a USA vůči východní Asii v 19. století.